# 악신론
악신론(惡神論, Dystheism)은 신이 전적으로 선한 존재가 아니라고 생각하거나, 심지어는 악한 존재라고 보는 개념이다. 기초적인 무신론으로, 여타 종교에서 신이 인간을 돕는 선한 존재로 그려진 반면, 인간들에게 악심을 품고있는 신을 가정하는 것이다. 악신론의 개념은 수천년 동안 내려온 개념인데, 예를 들어 북유럽 신화의 로키 등이 이에 포함된다. 
인간이 신을 믿는 이유는, 신을 믿는 것을 통해 현세와 내세의 행복을 얻기 위해서다. 하지만 신은 인간의 생각으로 알 수 없는 존재라고 하니, 반드시 신이 인간을 보살피고자 한다고 할 수는 없다. 오히려 신이 인간에게 고통을 주고자 하는 존재라고 가정할 수도 있다.
악신론은 여기에서 시작된다. 만약 신이 악하다면, 신을 믿는 행위는 고통으로의 지름길이라고 할 수 있다.
악신론은 신이라는 초월적인 존재를 가정하는 것이 허황되면서도, 경우에 따라서는 스스로를 위험에 빠뜨리고자 하는 행위인지를 나타내는 예라고 할 수 있다. 파스칼의 내기 역시, 악신론으로 간단히 무산되어 버린다. 반신론 또는 혐신론과도 일맥상통하는 부분이 있다. 

## 같이 보기
- 비교종교학
- 신의 개념들
- 창조론
- 데미우르고스
- 영지주의
- 혐신론
- 도덕주의적 심리치료적 이신론
- 하나님의 명칭
- 악의 문제
- 신정론